# Matthäus Reimer
Matthäus Reimer (* 1. September 1581 in Königsberg (Preußen); † 29. August 1646 ebenda) war ein deutscher Philologe.

## Leben
Reimer war der Sohn des Königsberger Bürgermeisters Matthäus Reimer (* um 1523; † 14. Juli 1594) und dessen Frau Elisabeth Löbbin (* um 1562; † 10. Mai 1629, war in zweiter Ehe verh. mit dem Kanzler Andreas Fabricius). Nach anfänglicher Ausbildung in seiner Geburtsstadt bezog er am 9. Oktober 1604 die Universität Wittenberg. Hier absolvierte er ein Studium der philosophischen Wissenschaften. Zu jener Zeit lehrten Friedrich Taubmann in Dichtkunst, Martin Helwig in Ethik, Lorenz Rhodomann in Geschichte, Jakob Martini in Logik, in Mathematik Tobias Tandler sowie Melchior Jöstel, in Physik Georg Wecker und vor allem in griechischer Sprache Erasmus Schmidt.
Von diesen Hochschullehrern angeleitet, erwarb er unter dem Dekanat von Schmidt am 22. September 1607 den akademischen Grad eines Magisters der philosophischen Wissenschaften. Nach weiteren Studien kehrte er nach Königsberg zurück, wo er 1612 Lehrer am Pädagogium wurde und 1614 als Archipädagoge die Leitung der Einrichtung übernahm. Nach der Auflösung derselben wurde er 1616 Professor der griechischen Sprache an der Universität Königsberg. Dieses Amt hatte er bis zu seinem Lebensende inne.
Zudem war er auch Ratsherr in Königsberg geworden. Er beteiligte sich überdies an den organisatorischen Aufgaben der Königsberger Hochschule. So hatte er im Wintersemester 1623/24 erstmals das Rektorat der Alma Mater übernommen und fungierte im Folgesemester, den Statuten der Hochschule entsprechend, als Prorektor unter dem Rektorat des Barons in Lindholm und Vogelwick Casimir von Guldenstern. Außerdem hatte er das Amt des Rektors in den Sommersemestern 1630, 1638 und 1646 inne. Während seiner letzten Amtszeit verstarb er.

## Familie
Verheiratet war er seit 1610  mit Elisabeth, der Tochter des Bürgermeisters Albrecht von Entzebeck und dessen Frau Elisabeth von Platen.
- Dorothea (* 7. Mai 1619; † 30. August 1652)
- Christian (* 31. Oktober 1620; † 7. Oktober 1627)
- Anna (alias Maia) heiratete den Sohn Johannes Keplers, den Leibarzt  Dr. Ludwig Kepler (* 21. Dezember 1607; † 13. September 1663)
- Friedrich (* 1. Februar 1629; † 1. Oktober 1649)
- Sohn NN. (* nach 1627) lebte 1646
- Tochter NN. Lebte 1646
- Tochter NN. Lebte 1646
- Tochter NN † vor 1646

## Werke
- Disp. de orgine animae humanae
- Disp. I. Tim. 2
- Disp. De Luc. 1, 23
- Disp.Tit. II. Part. Post